# Björköby
Björköby est un village de Finlande sur l'île de Björkö faisant partie de la municipalité de Korsholm.

## Histoire
Le village a formé sa propre municipalité en 1932 en se séparant de Replot mais le 1er janvier 1973, il est incorporé à Korsholm.